# Itame donataria
Itame donataria är en fjärilsart som beskrevs av Walker 1862. Itame donataria ingår i släktet Itame och familjen mätare. Inga underarter finns listade i Catalogue of Life.